# スラムダンク奨学金
スラムダンク奨学金（スラムダンクしょうがくきん）は、漫画家の井上雄彦が創設した奨学金制度である。バスケットボールに取り組み、高校卒業後も競技を続けることを希望する高校生を対象とし、奨学生はアメリカの大学へ進学することを目的としたプレップスクールに派遣される。
バスケットボールを題材にした漫画『SLAM DUNK』の作者である井上が、バスケットボールへの恩返しの意味を込めて創設した。奨学金の原資は『SLAM DUNK』の印税と、その版元である集英社によるものである。

## プログラム
奨学金による支援はおおむね高校卒業年の3月から翌年5月までおよそ14か月間行われる。奨学生は3月に渡米してプレップスクールの寮に入り、9月から始まる学期に備え準備を行う。スクールでは大学進学に必須となる学力や英語能力を身に着けると同時に、プレップスクール内のチームで競技力を上げ、大学進学を目指す。
第1回から第8回までの奨学生は、アイザイア・トーマスの出身校である、コネチカット州のサウスケントスクールへ入学し、第9回以降は、アンドレ・ドラモンドやデビン・イーバンクスを輩出し、渡邊雄太も大学進学のために通っていた同州セントトーマスモアスクールへ入学する。
プログラム策定にあたって集英社からの相談を受けたスポーツライターの宮地陽子は、このプログラムが作られた経緯として、アメリカでは見どころのある選手は大学側が奨学金を出して入学させることが通例となっており、そうでない選手が自ら学費を捻出して入学しても、出場機会を得ることは難しいという現状があるため、大学ではなくプレップスクールに進学させ学力を身に着けてから大学に進ませる案が採用されたとブログに記している。また宮地は、プレップスクールへ進学させる案について、かつて田臥勇太がNCAAディビジョン1からの勧誘を受けていたものの、初年度の奨学金が出ない形でのオファーだったために、これを断念しディビジョン2の大学へ進学したことや、その後日本の高校からアメリカの大学へ進学する動きが皆無に等しいことなどを挙げ、これを歓迎している。

## 奨学生
これまでに奨学生となった選手の一覧である。なお、2012年の留学に向けて募集された第5回は、審査の結果該当者無しとなった。

### 第1回（2008）
並里成
福岡第一高校卒業。身長173cm。最初の奨学生として留学し、選手としては一定の評価を受けたものの、学業面、特に英語能力が進学に必要なレベルに達しなかったため、進学を断念し帰国。リンク栃木ブレックスに入団しプロ選手となった。

### 第2回（2009）
谷口大智
奈良県出身。身長199cm。洛南高校では、2006年から2008年にかけてウィンターカップ3連覇を果たしたメンバーである。2010年に2年制のアリゾナ・ウエスタン大学に入学し、その後2012年に4年生のサウスイースタン・オクラホマ州立大学に編入した。2015年に帰国し秋田ノーザンハピネッツに入団、プロ選手となる。
早川ジミー
神奈川県出身。身長190cm。福岡第一高校出身であり、並里の1年後輩にあたる。15歳以下、18歳以下の日本代表に選出された経歴を持つ。2010年に谷口と共にアリゾナ・ウエスタン大学に入学、卒業後は帰国し豊田通商ファイティングイーグルス名古屋で1シーズンを過ごした。2014年に退団した後、競技生活から離れ起業した。

### 第3回（2010）
矢代雪次郎
千葉県出身。身長174cmのポイントガード。流通経済大学付属柏高等学校卒業後に留学する。2011年に谷口、早川が通うアリゾナウエスタン大学に入学。翌2012年からは同じく2年制のアランハンコック大学に編入した後、2014年より4年制のNCAAディビジョン3・ベサニー大学（en:Bethany College(West Virginia)）に編入した。2016年8月に群馬クレインサンダーズと契約し、プロ選手になった。2017年、愛媛オレンジバイキングスに移籍。

### 第4回（2011）
山崎稜
埼玉県出身。昌平高校卒。高校では2010年のウィンターカップに出場した。プログラム終了後タコマコミュニティカレッジに進学したが、その後帰国し2013年に埼玉ブロンコス入団、プロ選手となった。

### 第6回（2013）
山木泰斗
山形県酒田市出身。鶴岡工業高等学校卒業。サウスケントスクール卒業後はNCAAディビジョン3・のライカミング大学に進学した。2019年、同校卒業。

### 第7回 （2014）
村上駿斗
山形県出身。身長183cm。山形南高校ではインターハイ・ベスト16、岐阜国体3位入賞を果たした。高校ではセンターだったが、留学後はポジションをガードに移した。サウスケントスクール卒業後は進学せず帰国し、地元のパスラボ山形ワイヴァンズと契約、プロ選手となった。2017年、広島ドラゴンフライズに移籍。

### 第8回（2015）
猪狩渉
福島県出身のポイントガードで、秋田県立能代工業高等学校出身。能代工バスケ部は強豪であるが、猪狩はベンチメンバーであった。スクールの夏休み期間中の練習拠点であったIMGアカデミーから勧誘を受け、予定を変更しIMGに編入した。卒業後は進学せず日本に戻り福島ファイヤーボンズと契約、プロ選手となった。

### 第9回（2016）
酒井達晶
石川県出身。身長170cmのガード。進学先の北陸学院には男子バスケットボール部が無く、酒井が入学した2013年に新設された。酒井は主将を務め、創部2年目となる2014年にはウィンターカップに出場した。聖ジョセフ大学に進学。卒業後は、群馬クレインサンダーズのアシスタントコーチ兼デベロップメントコーチ、2022からは群馬クレインサンダーズのアシスタントコーチ兼通訳に就任。

### 第10回（2017）
鍵冨太雅
身長191cmのフォワード。丸紅トレーダーズに所属していた鍵冨善宏を父に持ち、父の社業の都合により幼少期をアメリカで過ごす。福岡大学附属大濠高等学校に進学し、16歳以下、18歳以下の日本代表にも選出された。スクール卒業後はNCAAディビジョンIIIのボウディン大学に進学した。

### 第11回（2018）
小林良
横浜ビー・コルセアーズのジュニアユースチーム出身。中学1年次にジュニアオールスターに出場し優勝、U-16日本代表候補にも選出された。桐光学園高校では3年連続でインターハイに出場した。スクール卒業後の2019年9月より、NCAAディビジョンIIのブリッジポート大学に進学する。
ホール百音アレックス
昌平高校在学中は全国大会とは無縁だったものの、関東地方の有望な選手を招集して強化を行うエンデバーに選ばれた経験を持つ。スクール卒業後は帰国し、3x3プレミアリーグのBEEFMAN.EXE、そしてBリーグの横浜ビー・コルセアーズと契約しプロ選手となった。

### 第12回（2019）
木村圭吾
東京都出身。八王子高校出身。
実践学園中学時代に主力選手として全国優勝。
八王子学園八王子高校に進学後、1年生から活躍し、3年次のインターハイでは、平均36得点、ウインターカップでは平均41.3得点を記録。